# Targ rybny

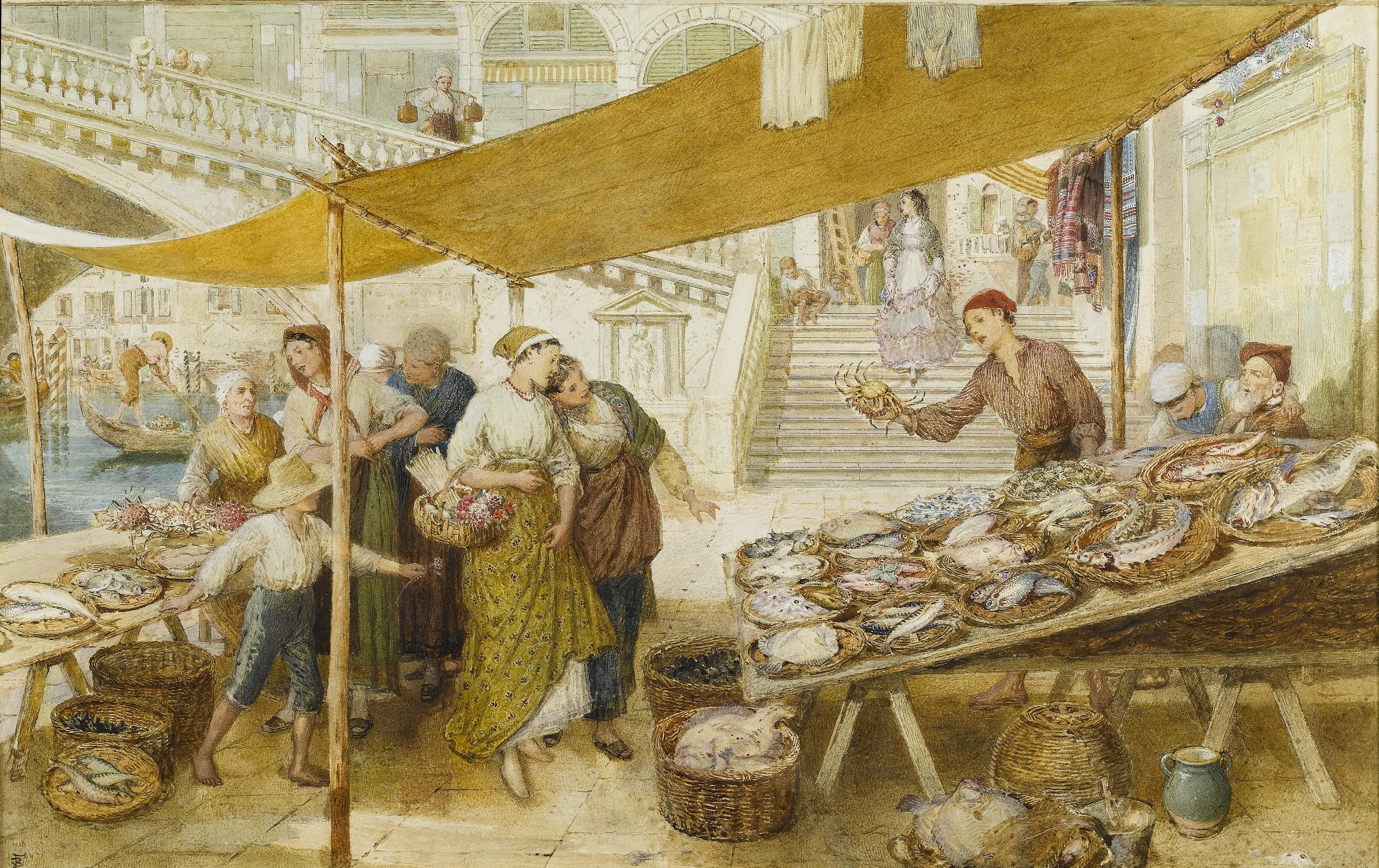
Targ rybny na schodach Mostu Rialto w Wenecji – obraz M.B. Fostera

Targ rybny – plac targowy, na którym podstawowy asortyment stanowią ryby konsumpcyjne i owoce morza.
Największym na świecie hurtowym targiem rybnym jest Centralny Tokijski Hurtowy Targ Metropolitalny (Tōkyō-to Chūō Oroshiuri Shijō). Do 2018 roku mieścił się w dzielnicy Tsukiji. W październiku 2018 roku został przeniesiony na sztucznie utworzoną wyspę Toyosu w Zatoce Tokijskiej.